# Trimenia
Trimenia Seem., 1873 è un genere di piante angiosperme basali dell'ordine Austrobaileyales. È l'unico genere della famiglia Trimeniaceae Gibbs.

## Tassonomia
Il genere comprende le seguenti specie:
- Trimenia bougainvilleensis (Rodenb.) A.C.Sm.
- Trimenia macrura (Gilg & Schltr.) Philipson
- Trimenia marquesensis F.Br.
- Trimenia moorei (Oliv.) Philipson
- Trimenia neocaledonica Baker f.
- Trimenia nukuhivensis W.L.Wagner & Lorence
- Trimenia papuana Ridl.
- Trimenia weinmanniifolia Seem.